# Maharajganj (Nepal)
Maharajganj (nep. महाराजगञ्ज) – gaun wikas samiti w zachodniej części Nepalu w strefie Lumbini w dystrykcie Kapilvastu. Według nepalskiego spisu powszechnego z 2001 roku liczył on 2103 gospodarstw domowych i 13 709 mieszkańców (6534 kobiet i 7175 mężczyzn).